# Свети Никола (Брод, Битолско)
Вижте пояснителната страница за други значения на Свети Никола.
„Свети Никола“ или „Свети Талалей“ (на македонска литературна норма: „Свети Никола“, „Свети Талалеј“) е възрожденска църква в битолското село Брод, част от Преспанско-Пелагонийската епархия на Македонската православна църква – Охридска архиепископия.
Църквата е гробищен храм, разположен в северозападната част на селото. Издигната е в 1840 година. По време на Първата световна война, когато Брод е на фронтовата линия, църквата е разрушена. Обновена е в 1996 година. На иконостаса има икони и от XIX век. Църквата е еднокорабна, с размери 12 на 7 метра и височина от 5-6 метра.